# Cluster (música)

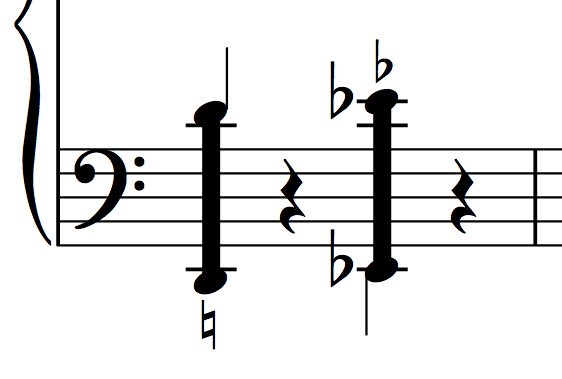
Um exemplo de notação de clústers de Henry Cowell para piano

Um cluster um agrupamento de tons é um acorde musical que compreende pelo menos três tons adjacentes em uma escala. Os clusters de tons prototípicos são baseados na escala cromática e são separados por semitons. Por exemplo, três teclas de piano adjacentes (como C, C ♯ e D) tocadas simultaneamente produzem um cluster de tons. As variantes do agrupamento de tons incluem acordes compreendendo tons adjacentes separados diatonicamente, pentatonicamente ou microtonalmente. No piano, esses clusters geralmente envolvem o toque simultâneo de teclas brancas ou pretas vizinhas.
Os primeiros anos do século XX viram clusters de tons elevados a papéis centrais em trabalhos pioneiros dos artistas de ragtime Jelly Roll Morton e Scott Joplin. Na década de 1910, dois vanguardistas clássicos, os compositores-pianistas Leo Ornstein e Henry Cowell, foram reconhecidos por fazer as primeiras explorações extensas do cluster de tons. Durante o mesmo período, Charles Ives os empregou em várias composições que não foram executadas publicamente até o final dos anos 1920 ou 1930. Compositores como Béla Bartók e, mais tarde, Lou Harrison e Karlheinz Stockhausen tornaram-se proponentes do agrupamento de tons, que aparece na obra de muitos compositores clássicos dos séculos XX e XXI. Os clusters de tons também desempenham um papel significativo no trabalho de músicos de free jazz como Cecil Taylor e Matthew Shipp.
Na maioria das músicas ocidentais, os agrupamentos de tons tendem a ser ouvidos como dissonantes. Os clusters podem ser executados com quase qualquer instrumento individual no qual três ou mais notas podem ser tocadas simultaneamente, bem como pela maioria dos grupos de instrumentos ou vozes. Os instrumentos de teclado são particularmente adequados para a execução de grupos de tons porque é relativamente fácil tocar várias notas em uníssono neles.